# SAP for Retail
SAP for Retail ist eine branchenspezifische Softwarelösung des Softwareunternehmens SAP SE für den Einzelhandel. Als Gesamtsystemverbund soll die Unternehmenssoftware den Einzelhandel bei der Gestaltung der Sortimente, der Absatzmöglichkeiten, den entsprechenden Betriebsabläufen, der Logistik sowie an der Kasse (Point-of-Sale) unterstützen.
Weltweit gibt es mehr als 9.500 Einzel- und Großhandels-Kunden der SAP SE.
Die Bezeichnung SAP for Retail wird häufig fälschlicherweise synonym zu SAP Retail verwendet. Unter SAP for Retail wird das komplette Lösungsangebot der SAP SE für den Einzelhandel und unter SAP Retail das ERP-System (Enterprise Resource Planning System) verstanden. Letzteres wird auch als Warenwirtschaftssystem bezeichnet.
Die Warenwirtschaftslösung ist ein – wenn auch zunächst unsichtbarer – Teil von SAP ERP. Da im Einzelhandel andere Anforderungen an eine Software gestellt werden als in anderen Wirtschaftszweigen, muss das ERP System zunächst für den Einzelhandel eingestellt werden. Die speziell für diese Branche entwickelten Funktionen können erst dann genutzt werden, wenn das SAP ERP System als SAP Retail ausgeprägt wird. In einem technischen Sinne bedeutet das Ausprägen, dass Objekte des Data-Dictionary wie z. B. Datenbanktabellen durch spezifische Industriefelder erweitert werden. Ein wesentlicher Unterschied liegt zum Beispiel in der Verwendung der Stammdaten. Durch die Ausprägung wird beispielsweise der Materialstamm durch den Artikelstamm ersetzt, da die Mehrzahl der handelsspezifischen Funktionen nur mit Artikeln und nicht mit Materialien eingesetzt werden. In den meisten anderen Funktionen des SAP ERP, die auch für den Handel relevant sind, können hingegen Artikel und Materialien alternativ verwendet werden. Ein Beispiel ist das Fresh Item Management, das neben spezifischen Funktionen für den Handel auch die Funktionen der Produktplanung verwendet. Diese Ausprägung ist auch unter dem Begriff Retail Switch bekannt.

## Geschichte
1994 übernahm die SAP SE das Unternehmen Dacos Software GmbH und benannte es 1997 in SAP Retail Solutions um. Vor der Übernahme verwendete die SAP SE die Module MM (Material Management), SD (Sales and Distribution) und Warehousing auch für den Einzelhandel. Eine der auffälligsten Veränderungen im System nach der Übernahme war ein Top-Down Menü, in dem man zusätzliche Funktionalität, Daten und zusätzliche organisatorische Einheiten den Standard Modulen zufügen konnte. Im Laufe der Zeit wurde dann aus dem Material- der Artikelstamm, es kamen immer mehr Komponenten sowie ganze Applikationen hinzu und weitere Akquisitionen komplettierten das Angebot.
1999 wurde Campell Software Inc. in Chicago (USA) akquiriert, (1997 mit einem Umsatz von 11,9 Millionen Dollar). Campell Software Inc. selbst wurde 1989 gegründet und entwickelte Software für die Personaleinsatzplanung und -zeiterfassung, die dank der dann erfolgten Integration in SAP ERP HCM (Human Capital Management) es erlaubt, nahezu beliebige Zeitkonten zu führen, um die komplizierten Mehrarbeits- und Zuschlagsregelungen der verschiedenen Mantel- oder Haustarifverträge automatisch abrechnen zu können.
2006 kamen dann die Akquisitionen von Khimetrics aus Scottsdale (USA) als führender Anbieter von Demand Management Lösungen und Triversity (Kanada) als Anbieter von Kassenlösungen hinzu. Die Demand Management Software unterstützt heute Handelsunternehmen dabei, ihre Verkaufsstrategie mit Kundenanforderungen zu synchronisieren. Die Kassenlösungen summieren nicht nur die Artikel und rechnen die Mehrwertsteuer aus, sondern ermöglichen auch die Filialbestandsführung, Kundenbeziehungsmanagement und Service-Lösungen für Filial- und Multichannel Prozesse.
2009 kam es zur bisher letzten Akquisition der SAF AG (Simulation, Analysis and Forecasting), die sich auf die Entwicklung automatisierter Bestell- und Prognose Software für Einzelhändler spezialisiert haben. SAF AG wurde 1996 gegründet und die Hauptniederlassung befindet sich in Tägerwilen (Schweiz); weitere Niederlassungen in USA und in der Slowakei. Der Akquisition ging eine lange Kooperation voraus, denn die Bestell- und Prognose Software ist seit langem Bestandteil der SAP Forecasting und Replenishment Lösung.

## Systeme, Anwendungen und Produkte für den Einzelhandel
Im Einzelhandel müssen Waren bestellt, beworben, geliefert, kontrolliert, bezahlt und verbucht werden – manchmal werden sie auch umgetauscht und zurückgegeben oder gehen zu Bruch. Diese Prozesse werden vom Hersteller oder Lieferanten bis zum Endverbraucher von den Anwendungen der SAP für den Einzelhandel unterstützt. Zu einem großen Teil geschieht dies mit Hilfe des Warenwirtschafts- bzw. ERP-Systems, aber sehr spezifische Funktionen werden durch spezialisierte Anwendungen realisiert.

### Anwendungen für die Sortimentsplanung
- Mithilfe der Anwendungen dieser Gruppe sind Einzelhändler in der Lage, den Lebenszyklus von Waren, vor allem modischer Ware, zu überwachen und gleichzeitig immer neue Serviceangebote für die Vertriebskanäle zu entwickeln.
- Strategische Planung: Festlegung der strategischen Stoßrichtung und der finanziellen Ziele
- Preis- und Aktionsplanung: Preisgestaltung – mit und ohne Werbeaktionen, Zusammenstellung der Artikel, die für eine Werbemaßnahme in Frage kommen nebst Analysen der Maßnahmen
- Abschriftenplanung – Reduktion des Warenbestandes am Ende der Saison unter Vermeidung von Abschriftenverlusten oder Herausnahme des Artikels aus der Angebotspalette

### Anwendungen in der Logistik
- Supply-Chain-Management – Steuerung und Kontrolle der Beschaffungskette inklusive Prognose und Optimierungsverfahren
- Supplier-Relationship-Management – Lieferantensteuerung und Optimierung der Einkaufsprozesse
- Lager und Transport – Unterstützung der Warenversorgungskette durch Einbindung der Lagerwirtschaft und des Transportwesens

### Anwendungen für den Mehrkanalvertrieb
- Customer-Relationship-Management – Gezielte Ansprache der Kunden, Impulse geben, Geschäftsabschluss
- Multichannel als Komplettlösung – Vertriebsübergreifende Verkaufsprozesse im Flächen – und Distanzgeschäft

### Anwendungen für Filialen
- Kassenlösungen – vom Kassieren bis zur Bonauswertung
- Filialwarenwirtschaft -Warenbewegung- und Auswertung in Echtzeit, Durchführung und Kontrolle von Aktionen
- Filialdisposition – Bestandsübersicht in Echtzeit, Bestellverfahren und Prognosen
- Preisoptimierung – Berücksichtigung des Preisimages, Berechnung des optimalen Preises
- Personaleinsatzplanung – Einplanung der Ressourcen, Ermittlung des Bedarfs, Kalkulation der Kosten

### Anwendungen für die Analyse
- Anhand der sogenannten Key Performance Indicators kann die Leistungsfähigkeit der Filialen und des Unternehmens insgesamt, die Attraktivität des Angebots, die Leistung der Lieferkette und das Einkaufsverhalten der Endkunden gemessen und bewertet werden.
- Retail Performance Management: Wird mit Hilfe der akquirierten Software Business Objects realisiert, die Lösungen zur Optimierung der Unternehmensperformance bereitstellt.

### Grundsätzliche Unternehmensweite Anwendung
- Financials: Abwickeln von Bankgeschäften, Verwalten der liquiden Mittel, Pflege der Haupt- und Nebenbücher, Umsetzung aus dem Bereich der Wirtschaftsprüfer etc.
- Human Capital Management (HCM): Identifizieren, Rekrutieren, Entwickeln und Halten der Mitarbeiter.
- Operations Support: Verwaltung und Steuerung vorhandenen Besitzes und Anlagen in Abstimmung mit Sicherheitsbestimmungen